# Baron (jeu)
Pour les articles homonymes, voir Baron.
Barre-toi de mon fief ! est le titre original du prototype d'un jeu de société créé en février 2004 qui donnera, après quelques améliorations, Le Combat des fiefs et enfin Baron, lors de sa parution dans le commerce, en mai 2006.
Il s'agit du premier jeu édité de Franz Gaudois, professeur en lycée professionnel au Mans et auteur de jeux durant ses loisirs.

## Prétexte
En cette période troublée du XIe siècle, l'affaiblissement de l'autorité royale favorise les disputes entre seigneurs (joueurs) qui engagent une lutte sans merci pour être le plus haut placé sur l'Escalier de noblesse.
Pour cela, ils piochent des tuiles hexagonales et agrandissent le paysage progressivement pour y placer leurs chevaliers et y bâtir leurs donjons.
Les ressources qui entourent les donjons procurent plus ou moins de puissance. Cette puissance permet de gravir les marches de l'Escalier de noblesse (remplacé dans la version commerciale par les étages d'un château), mais aussi de livrer bataille contre des chevaliers rivaux situés trop près..."
La construction du paysage et l'établissement des donjons ne sont pas le fruit du hasard. Le jeu, différent à chaque partie, est basé sur des règles simples mais originales. Baron offre de nombreux choix tactiques et des rebondissements intéressants, avec une forte et motivante interactivité entre les joueurs.

## Histoire du jeu
Le jeu a connu un réel succès lors des nombreux festivals dans lesquels son auteur le présenta, avant d'être édité sous sa forme commerciale actuelle.
Avant d'être édité, ce jeu fut envoyé gratuitement à plus de 500 exemplaires aux internautes qui en faisaient la demande. Il s'est fait connaître et apprécier sous le nom de Le Combat des fiefs.
Présent sur plusieurs festivals ludiques, il fut récompensé par le Trophée Créateurs du FLIP 2004, la Grenouille d'argent de Panazol et fut finaliste du concours de créateurs au Festival International des jeux de Cannes en 2005.

## Édition commerciale
Baron est édité en mai 2006 par Tilsit en quatre langues (français, anglais, allemand et italien.)
C'est le sixième jeu de la Tilsit Collection (Maka Bana, Himalaya, ...)
Il complète cette gamme en proposant des plaisirs ludiques différents de ses prédécesseurs. Avec Baron, apparaît un jeu de placements tactiques, fait d'anticipation, d'affrontements, de bluff et d’alliances éphémères. Les retournements de situation sont nombreux et la victoire reste incertaine jusqu'au bout.

## L'auteur
Franz Gaudois (13 juin 1965, Toulouse) a créé plusieurs jeux de société qu'il présente sur son site Internet. Baron est actuellement son seul jeu publié.

## Récompense
- Trophée Flip créateurs 2004